# Doina Spîrcu
Doina Spîrcu, született Craciun (Slobozia, 1970. július 24. –) olimpiai és világbajnok román evezős.

## Pályafutása
Két olimpián vett részt (1996, 2000). Az 1996-os atlantai olimpián nyolcasban aranyérmes lett társaival. 1995 és 2001 között egy világbajnoki arany- és négy ezüstérmet szerzett.

## Sikerei, díjai
- Olimpiai játékok – nyolcas
  - aranyérmes: 1996, Atlanta
- Világbajnokság
  - aranyérmes: 1999 (nyolcas)
  - ezüstérmes (4): 1995 (nyolcas), 1997, 2000 (kormányos nélküli négyes), 2001 (nyolcas)